# Вулицями рідного міста (Матівос)

Палітурка першого видання книги (2008)

Вулицями рідного міста — краєзнавче видання, присвячене міській топонімії (урбанонімії), а також окремим вулицям, площам, паркам і скверам міста Кропивницького, авторства заслуженого журналіста України, лауреата обласної краєзнавчої премії імені В. Ястребова Юрія Миколайовича Матівоса. 

## Про книгу
Дослідження, збагачене репродукціями старих і сучасних світлин, видано українською мовою накладом 500 примірників 2008 року видавництвом «Імекс-ЛТД» за сприяння Кіровоградської обласної державної адміністрації. 
У цій книзі вперше зроблено спробу висвітлити походження назв основних вулиць Кропивницького, а також міських передмість, парків, майданів, скверів, мостів, набережних — усіх об'єктів, що є складовими міста з понад 250-літньою історією.
Матеріалом для вивчення теми авторові послужили архівні документи, наукові праці, публікації в періодиці різних років і видань, народні перекази, спогади старожилів, власні спостереження Юрія Матівоса, що живе в Кіровограді понад півстоліття. В основу дослідження покладено історичний аналіз подій, пов'язаних з утворенням поселень, вулиць, їх назв, а також короткі дані про людей, причетних до заснування та розвитку міста над Інгулом.
Подібне видання, присвячене спеціально вулицям, мікрорайонам та іншим об'єктам Кропивницького, є першим у новітній історії України і лишається єдиним у своєму роді.
2-е видання книги вийшло 2016 року і було урочисто презентовано, воно ж увійшло до науково-допоміжного бібліографічного покажчика «Історія України», підготовленого Міністерством культури України та Національної історичної бібліотеки України. У нього, зокрема, увійшли нові назви вулиць, які оновились відповідно до Закону України про декомунізацію.